# Kasper Davidsen
Kasper Stie Davidsen (født 25. januar 2005) er en dansk professionel fodboldspiller, der spiller som defensiv midtbanespiller for den danske Superliga-klub AaB.

## Klubkarriere

### AaB
Davidsen kom til AaB som 12-årig fra partnerklubben Gug Boldklub. Hos AaB arbejdede Davidsen sig op gennem klubbens ungdomsakademi, og fik i august 2023 førsteholdsdebut, da den 18-årige midtbanespiller blev skiftet ind i en DBU Pokal-kamp mod Egen UI.
I november 2023 forlængede Davidsen sin kontrakt med AaB til juni 2026. Han blev også udtaget til det danske U-19 landshold i februar 2024. Den 17. maj 2024 fik Davidsen sin ligadebut for AaB, da han kom ind med 9 minutter tilbage mod FC Fredericia.
Davidsen fik sin danske Superliga- debut den 19. juli 2024, da han var i startopstillingen i sæsonåbningen mod FC Nordsjælland.

## Eksterne links
- Kasper Davidsen profil på Soccerway

- Kasper Davidsen i DBU's Landsholdsdatabase